# Asteroide di tipo V

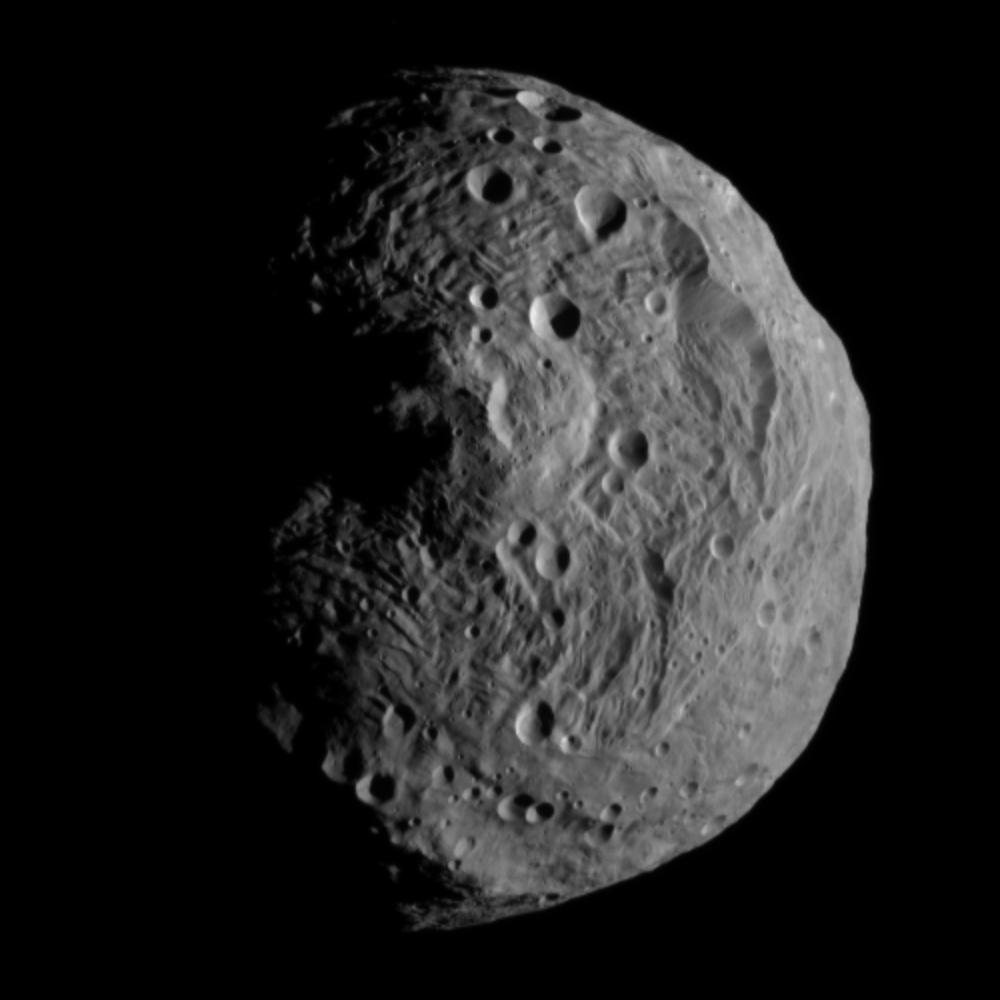
L'emisfero meridionale di Vesta, occupato per la maggior parte dal cratere Rheasilvia.

Varie teorie sostengono che gli asteroidi di tipo V siano stati prodotti dalla collisione di un corpo celeste sulla superficie di 4 Vesta, uno dei maggiori asteroidi della fascia di asteroidi tra Marte e Giove.

È stato stimato che circa 1% del volume dell'asteroide madre abbia formato gli asteroidi della famiglia Vesta e del tipo V, da cui prendono il nome.
Esistono tuttavia asteroidi di tipo V che non appaiono correlati alla famiglia Vesta; tra questi, ad esempio 809 Lundia (il più grande oggetto di questa classe) e 4278 Harvey, appartenenti alla famiglia Flora, o 1459 Magnya, nella regione esterna della fascia principale.